# Phantasm: Ravager
Phantasm: Ravager (conocida en español como Phantasma 5: Desolación) es una película de terror estadounidense, realizada en el 2016 y dirigida por David Hartman, autor de la franquicia original. Es la quinta y última entrega de la saga, dedicada a la memoria de Angus Scrimm, quien dio vida al Hombre Alto en toda la serie.

## Sinopsis
Después de vagar mucho tiempo y de andar perdido en la Nada, finalmente Reggie vuelve a encontrar la pista que lo llevará al Hombre Alto; pero al mismo tiempo, también hacia Mike, quien ha despertado del largo letargo donde quedó sumergido y, guiado por el espíritu de su hermano Jody, logran encontrarse los tres y se unen, junto a viejos aliados de los capítulos anteriores, para poner fin al reino de terror y muerte que el Hombre Alto intenta imponer en la tierra.

## Reparto
- Angus Scrimm - Hombre Alto
- Reggie Bannister - Reggie
- A. Michael Baldwin - Mike Pearson
- Bill Thornbury - Jody Pearson
- Jay Oliva - Enano
- Dawn Cody - Jane
- Gloria Lynne Hendry - Rocky
- Daniel Roebuck - Demeter
- Kenneth V. Jones - Cuidador
- Kathy Lester - Mujer en lavender